# Савітрі Деві
Саві́трі Де́ві Мухерджі́ (справжнє ім'я — Максиміа́ні Джу́лія По́ртас; (30 вересня 1905 , 2-й округ Ліонаd, Ліон, Рона, Третя французька республіка  — 22 жовтня 1982 , Sible Hedinghamd, Ессекс )) — греко-французька письменниця, апологетка глибинної екології, прав тварин, націонал-соціалізму і гітлеризму. Під час Другої світової війни шпигувала в Індії на користь Країн Осі. У 1960-х роках писала про права тварин і стала однією з лідерок нацистського підпілля. У повоєнні роки підтримувала зв'язки і співпрацювала з Франсуазою Діор, Отто Скорцені, Йоганном фон Леєрсом, Ганс-Ульріхом Руделем. Італійський неофашист і ідеолог наці-маоїзму Франко Фреда називав її «місіонеркою арійського язичництва». Також вона була однією із засновниць Всесвітнього союзу націонал-соціалістів.

## Молодість
Максиміані Джулія Портас народилася 30 вересня 1905 року в Ліоні (Франція). Її батько був греком, мати — англійкою. У Ліоні Портас вивчала хімію і філософію й здобула два магістерські ступені і PhD з філософії (присвячена життю та ідеям Теофілоса Каїріса) в Ліонському університеті. Вона багато подорожувала Європою та Азією, досконало оволоділа сімома мовами, зокрема бенгальською. Вона дізналася про відкриття Генріхом Шліманом свастики в Анатолії, що навело її на думку про те, що стародавні греки були аріями. 1932 року пошуки втрачених знань аріїв призводять Портас в Індію. Вона приймає ім'я Савітрі Деві на честь індо-арійської богині Сонця Савітрі, і одружилася з брахманом на ім'я Шрі Асит Крішна Мухержі, редактором журналу «The New Mercury», який підтримував вісь Берлін — Рим — Токіо. Савітрі пише книгу «Застереження індусам», де виступає як індуїстська націоналістка і прихильниця незалежності Індії, а також пропагандистка опору поширенню християнства й ісламу в Індії.
У 1930-ті вона пропагує ідеї країн Осі і шпигує на користь Німеччини. У другій половині 1930-х років сприяє встановленню зв'язків лідера Індійської національної армії Субхаша Чандри Боса з представниками Японської імперії.

## Ідеї
Відкидаючи юдеохристиянство, Савітрі Деві вірила в пантеїстичний монізм: єдиний космічний простір природи складається з божественної енергії-матерії. Вважаючи націонал-соціалізм практичним утілення ідей індоарійської космології, Савітрі під час Другої світової війни співпрацювала з про-осьовими та незалежними рухами в Індії. 1980 року в статті «Гітлеризм та індійський світ», опублікованій в журналі The National Socialist, Деві, роз'яснюючи основи «езотеричного гітлеризму», пише про зв'язок своєї роботи з ідеями індійців з тих груп і рухів, характеризуючи Гітлера, як «мудреця, який знайшов повну усвідомленість шляхом особистого досвіду вічної істини, яка виражає сутність Всесвіту». Звичайно, Деві вбачала величезне значення у виборі Гітлером свастики символом націонал-соціалізму: «це очевидний зв'язок Гітлера й ортодоксального індуїзму».

## Післявоєнна популяризація ідей нацизму
1948 року Савітрі Деві їде зруйнованою Європою до Німеччини, через Англію і Швецію. Вона вперше відвідує батьківщину гітлеризму. Не знаючи жодного надійного друкаря, Савітрі від руки написала сотні листівок із зображенням свастики і таким текстом:
|  | Чоловіки й жінки Німеччини! Серед численних поневірянь і страждань стійко дотримуйтеся славних принципів націонал-соціалізму і чиніть опір! Виявляйте відкриту непокору своїм гонителям!.. Ніщо не зруйнує того, що побудовано на правді. Ми чисте золото, опущене для перевірки в горнило. Нехай вогонь палає і реве! Ніщо не знищить нас. Одного разу ми повстанемо і восторжествуємо знову! Сподівайтеся і чекайте! Хайль Гітлер! |

Перетинаючи зруйновану Німеччину в складі трупи танцюристів на чолі з менеджером-євреєм, одягнена в сарі й сережки у вигляді свастики, Деві розкидала ці листівки з вікон поїздів. Кожна листівка була упакована разом з невеликим подарунком, що складався з кави, цукру або масла. Для Деві поширення цих листівок мало значення космічного масштабу, за її словами «боги писали і розкидали листівки, я була лише посередником». У Лондоні Савітрі вдалося надрукувати 6000 листівок професійним способом, і вона повернулася до Німеччини. Протягом року її кілька разів заарештовували в Німеччині та Франції. 1949 року в німецькій в'язниці вона написала «Золото в горнилі».
1953 року, всупереч забороні окупаційної влади, Савітрі повернулася до Німеччини і здійснила паломництво святими місцями націонал-соціалізму і німецького язичництва. Результатом цієї поїздки стала книга «Паломництво», опублікована 1958 року. 1959 року вийшла її книга "Імпічмент людини", де представлено прогітлерівську та пронацистську точку зору, а також антисемітизм і засудження єврейських харчових заборон.
На шляху до Німеччини Савітрі, з великою кількістю книг «Золото в горнилі» і «Непокора», багато разів затримували на митницях. Кульмінацією поїздки стало відвідування первісного святилища німецького сонячного культу — ряду стофутових скель, Екстернштайн, Каменів Сонця. За Гітлера тут святкували дні сонцестояння і члени гітлер'югенда проходили ініціацію.
Навесні 1961 року, приїхавши до Великобританії і здружившись з ультраправим активістом Коліном Джорданом, вона стає членкинею Націонал-соціалістичного руху.
У серпні 1962 року взяла участь у нацистській конференції в Глостерширі, де підписала Котсволську угоду, ставши однією із засновниць Всесвітнього союзу націонал-соціалістів (ВСНС). На цій конференції її дуже тепло зустрів американський нацистський активіст Джордж Рокуелл. Коли Рокуелл став лідером ВСНС, він призначив Вільяма Лютера Пірса редактором нового журналу National Socialist World (1966–68). Поряд зі статтями Джордана і Роквелла, Пірс присвятив майже 80 сторінок першого випуску скороченому виданню книги Деві «Блискавки і Сонця». Через захоплені відгуки в наступних випусках Пірс надрукував «Золото в горнилі» і «Непокору».
Вона продовжувала підтримувати тісні зв'язки з нацистськими та неонацистськими активістами в Європі та Америці, зокрема Коліном Джорданом, Джоном Тіндаллолом, Меттом Коелом, Мігелем Серрано і Ернстом Цюнделем. Вона першою заявила Цюнделю, що нацистський геноцид євреїв був вигадкою; у листопаді 1978 року вона дала серію записаних інтерв'ю і 1979 року опублікувала нове ілюстроване видання «Блискавки і сонця».

## «Блискавка і сонце»
Книгу «Блискавка і Сонце», головну працю всього життя, Савітрі Деві розпочала в Шотландії 1948 року, писала з перервами в Німеччині, і закінчила 1956 року. Основні фігури, покликані ілюструвати циклічну концепцію історії — Ехнатон, Чингісхан і Гітлер. Їх розглянуто в контексті безперервної низки епох. Під час Калі Юґи (епохи темряви) Ехнатон був «людиною над часом», що символічно зображувався у вигляді сонця. Фараон, який бажає повернення людини в давно втрачену попередню епоху, Ехнатон був містиком, що не володіє практицизмом для втілення своїх видінь. «Людина в часі», представлена Чингісханом — деструктивна сила, позбавлена ідеалізму. Його символ — блискавка, він діє в гармонії з природою своєї епохи. У Гітлері Деві бачить «людину проти часу», що поєднує ідеалізм із силою, одночасно блискавку і сонце, що веде боротьбу проти сил своєї епохи на практичному рівні. Він — аватара Калкі, одна з аватар Вішну, месник, що приходить у кінці кожної епохи, його битва була приречена. Таким чином, Деві вірить, що дхармічний обов'язок гітлерівців — зберігати полум'я націонал-соціалізму за часів Калі Юґи як основу «нового порядку», який Гітлер передбачив 1928 року, говорячи про себе, як про Вісника: «Я не він, але поки ніхто не приходить, щоб приготувати шлях для нього, я роблю це». Братами по зброї майбутньої «аватари» стануть «останні націонал-соціалісти», із залізною волею, загартовані переслідуваннями, месники.
Калі Юґу на її думку може припинити тільки «відроджувальне» насильство, війна і геноцид.

## Боротьба за права тварин
Деві була захисницею прав тварин, вегетаріанкою з юних років, а також у своїх роботах відстоювала погляди екологів. 1959 року в Індії вона написала «Імпічмент людини», у якому висловила свої погляди на права тварин і природу. За її словами, людина не стоїть вище тварин; люди є частиною екосистеми, і, як наслідок, мають поважати все живе, зокрема тварин і всю природу.
Вона завжди дотримувалася радикальних поглядів щодо вегетаріанства і вважала, що людей, які «не поважають ні природу, ні тварин», слід страчувати. Вона також вважала, що вівісекція, цирки, скотобійні та хутряна індустрія неприпустимі в цивілізованому суспільстві.

## Останні роки
Савітрі провела більшу частину свого життя в Індії, викладаючи англійську мову у французькій школі для молодих жінок. Незадовго до смерті вона осліпла і жила в злиднях з кількома дюжинами кішок.
Савітрі Деві померла раптово під час поїздки до Англії 22 жовтня 1982 року. Її кремували і прах відіслали до Арлінгтону (штат Вірджинія), де розташовувалася штаб-квартира націонал-соціалістичного руху «Новий порядок». Її прах, напевно, перебуває в новій штаб-квартирі організації, в Мілвокі.